# Боровичі (Шосткинський район)
Боро́вичі — село в Україні, у Зноб-Новгородській селищній громаді Шосткинського району Сумської області. Розташовано на дельті річки Свиги. Населення становить 148 осіб. До 2016 орган місцевого самоврядування — Кривоносівська сільська рада.
Після ліквідації Середино-Будського району 19 липня 2020 року село увійшло до Шосткинського району.

## Географія
Село Боровичі знаходиться на лівому березі річки Свига в місці впадання її в річку Десна, вище за течією на відстані 5 км розташоване село Кривоносівка. Річки в цьому місці звивисті, утворюють лимани, стариці і заболочені озера.

## Назва
Свою назву Боровичі запозичили від назви урочища Боровиха.

## Символіка
На гербі зображено 3 переплетені соснові шишки що вказує на назву населеного пункту (герб є промовистим). Зелений колір також вказує на соснові ліси. Дві сині пилки - це дві річки - Десна та Свига з численними лиманами, старицями та заболоченими озерами.   
Дві суниці вказують що ліса тут багаті на ягоди. Козацький хрест вказує на козацьку історію села.

## Історія
Точних відомостей про час заснування Боровичів не збереглося. На думку А. М. Лазаревського, воно було заселено стародубським полковником Лук'яном Івановичем Жоравко «під час його полковництва», в 1709—1719 рр. Однак, як випливає з грамоти Петра I про дарування Л. І. Жоравко «і дружині його, і дітям, і потомству в володіння» його власних сіл «Лук'янівки і Боровичі з млинами, ріллями, сіножатями, рибними ловами і гаями», яка була підписана в листопаді 1708 року, коли Лук'ян Іванович ще був новгородським сотником (1693—1709).
З дня свого заснування Боровичі перебували у володінні свого засновника, а після його смерті, яка настала влітку 1719 р., перейшли у спадок до його дружини Ірини Черкесовни Жоравко (? — після 1737), яка за універсалом від 13 серпня 1719 володіла в 15 дворами і 24 хатами (1723).
Після смерті Ірини Черкесовни Боровичі й інші її новгород-сіверські володіння опинилися у власності Івана Тимофійовича та Антона Тимофійовича Жоравко, які в 1748 році добровільно розділили їх між собою, а 14 грудня 1749 отримали на них підтверджувальні царські грамоти. "Село Боровичі за розділом дісталося генеральному осавулові Івану Тимофійовичу.
На момент проведення Румянцевим опису Малоросії (1765—1768) Іван Тимофійович володів в Боровичах 15 дворами і 14 бездворними хатами, а в 1779—1781 рр. — 33 дворами і 33 хатами. У зазначений час у селі проживало 33 обивателя зі своїми сім'ями, які займалися вирощуванням конопель і продажем її в Новгород-Сіверському.
Після смерті Івана Тимофійовича, що настала після 1792 р., всі його маєтки в Чернігівській губернії успадкувала єдина донька Наталія Іванівна Покорська — Жоравко (7.07.1749 — після 1811), а від неї село перейшло до її синів Івана Івановича Покорського — Жоравко (бл. 1770 — 1830—1831) і Федора Івановича Покорського — Жоравко (бл. 1778 — до 1828).
За переказами, на початку 1830-х років Покорсько-Жоравки продали Боровичі очкінскому поміщику Михайлу Йосиповичу Судієнко (1802 — 8.09.1871), а він через кілька років подарував їх губернському секретарю Івану Михайловичу Кутневському (1781 — після 1838), незадовго перед тим програвши свій єдиний маєток у селі Синине Стародубського повіту Чернігівської губернії. Отримавши Боровичі в дар, Іван Михайлович зійшовся зі своєю кріпачкою Агафією Григорівною (прізвище невідоме), яка народила кілька дочок і трьох синів — Андрія, Якова та Олексія. Їх навчанням в 1838 році займався учень Новгород-Сіверської гімназії Михайло Корнійович Чалий (1816—1907), що став згодом відомим біографом Т. Г. Шевченко. Свої перші враження про Боровичі він описав у спогадах, опублікованих в 1889 році в журналі «Киевская старина»: «Ось, нарешті, і резиденція Івана Михайловича, хутір Боровичі, чарівний куточок, з усіма складовими сільської природи: з трьох боків його огинає ліс, з четвертої тягнуться поля, за полями, до самої Десни, зеленіли луки, виблискують озера, а біля самого будинку, праворуч, знаходиться проточний ставок, з двома млинами».
Село постраждало внаслідок геноциду українського народу, проведеного урядом СССР в 1932—1933 роках.
12 червня 2020 року, відповідно до розпорядження Кабінету Міністрів України № 723-р «Про визначення адміністративних центрів та затвердження територій територіальних громад Сумської області», село увійшло до складу Зноб-Новгородської селищної громади.
19 липня 2020 року, в результаті адміністративно-територіальної реформи та ліквідації Середино-Будського району, село увійшло до складу новоутвореного Шосткинського району.

## Економіка
- Молочно-товарна ферма.
- База відпочинку «Боровичанка».

## Пам'ятки
- Деснянсько-Старогутський національний природний парк